# 北海道道76号網走公園線

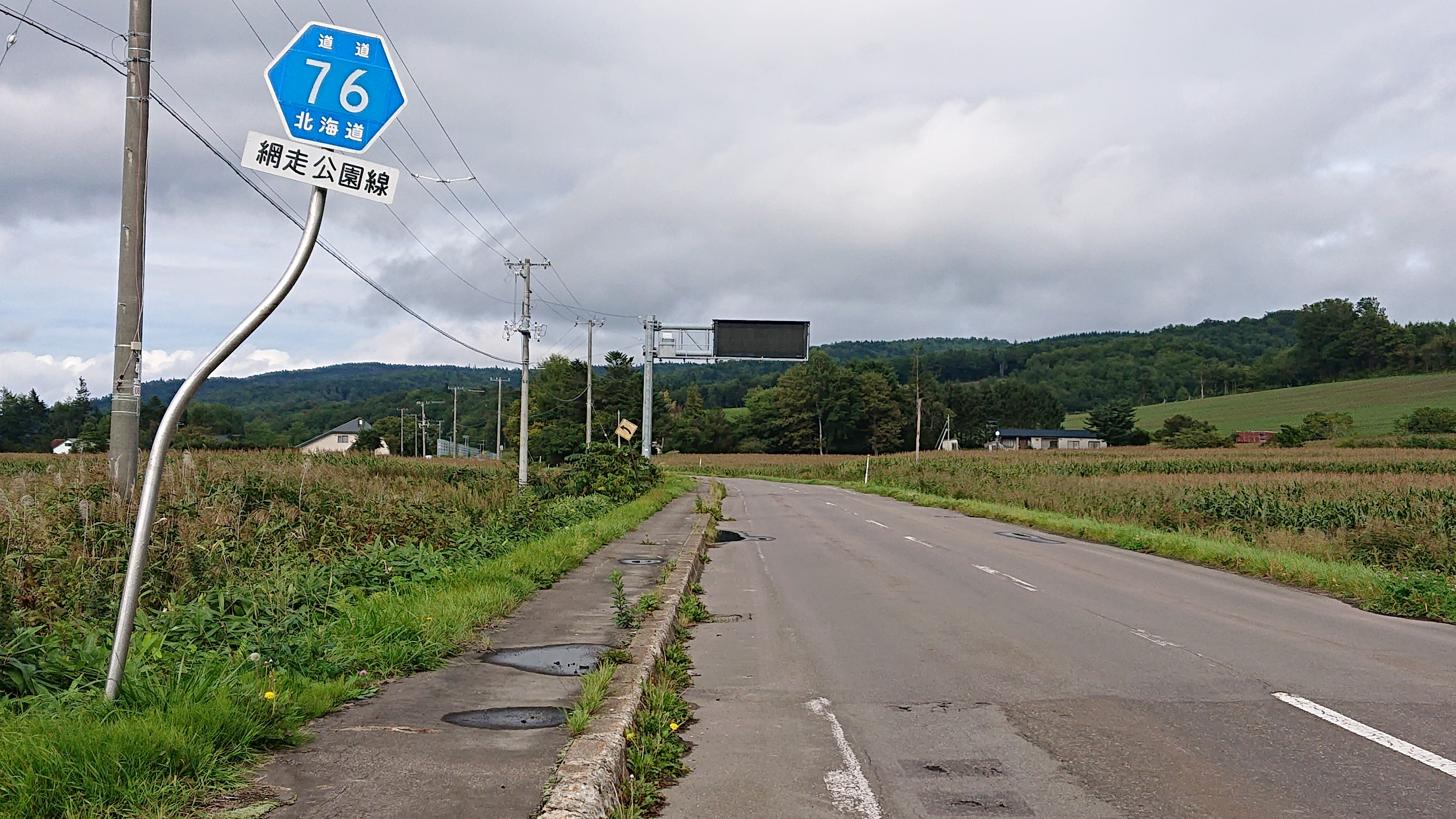
北海道道76号網走公園線

北海道道76号網走公園線（ほっかいどうどう76ごう あばしりこうえんせん）は、北海道網走市を通る道道（主要地方道）である。

## 概要
能取半島をたどる路線で「美岬ライン」の別名がある。
かつては、網走市字美岬付近に道幅の狭い未舗装区間が残っており、主要道道にもかかわらず冬季通行止めになっていた。これを解消するため、美岬トンネルが2006年（平成18年）に開通。残る未舗装区間の整備を経て通年通行が可能となった。

### 路線データ
- 起点：北海道網走市字二見ヶ岡（国道238号交点）
- 終点：北海道網走市北6条東1丁目（国道39号交点）
- 総延長：24.485 km[1]
- 実延長：24.458 km[1]
- 重用延長：0.027 km[1]
- 未舗装延長：0.120 km[1]

## 歴史
- 1967年（昭和42年）3月31日 - 590号として路線認定[2]。
- 1993年（平成5年）5月11日 - 建設省から、道道網走公園線が網走公園線として主要地方道に指定される[3]。
- 1994年（平成6年）10月1日 - 路線番号を76号に変更[4]。
- 2006年（平成18年）9月1日 - 美岬トンネル開通[5]。

## 路線状況

### 道路施設
主なトンネル
- 美岬トンネル (1,030 m) - 2006年（平成18年）9月1日開通。【北緯44度6分1.9秒 東経144度13分21.0秒 / 北緯44.100528度 東経144.222500度】

## 地理
ルートの前半は左手に能取湖が眺められる。やがてオホーツク海に臨み、能取岬入口に達する。ルートの後半は海岸線に沿って走る。

### 通過する自治体
- オホーツク総合振興局
  - 網走市

### 交差する道路
網走市
- 国道238号 - 二見ヶ岡（起点）

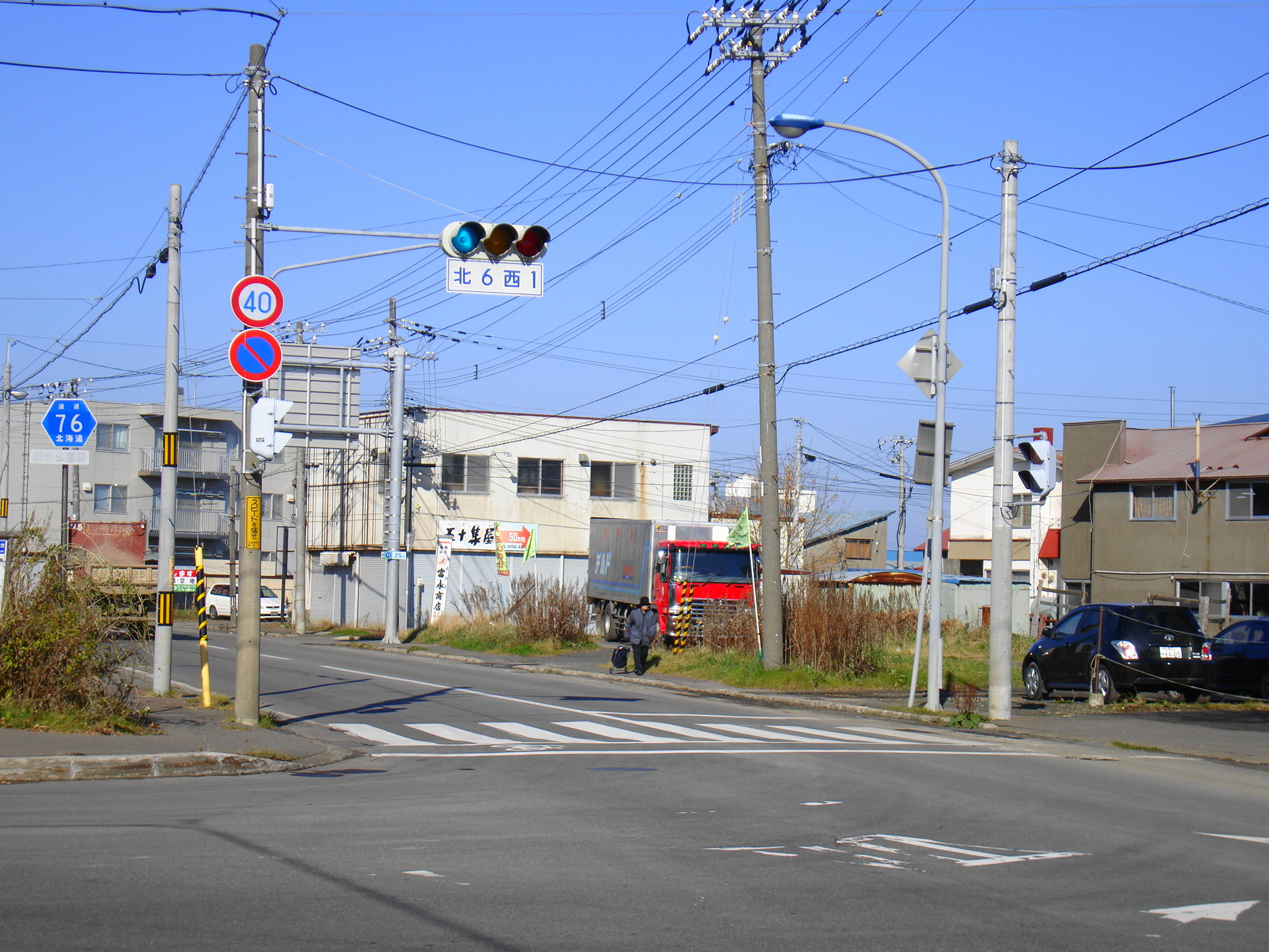
終点の様子

- 北海道道1087号網走常呂自転車道線 - 二見ヶ岡
- 北海道道1010号能取三眺線 - 二見ヶ岡
- 国道39号 - 北6条東1丁目（終点）

### 沿線にある施設など
網走市
- 網走市営美岬牧場